# Monument à Louis Pasteur (Dole)
Le monument à Louis Pasteur est un groupe sculpté en bronze érigé en l'honneur de Louis Pasteur à Dole dans le département français du Jura, où se trouve sa maison natale. Le monument est inauguré en 1902 sur le cours Saint-Mauris et a vu sa construction financée par une souscription internationale. Son sculpteur est Antonin Carlès et son architecte Léon Chifflot. 

## Historique

### Création
Trois ans après la mort de Louis Pasteur, en 1898, une souscription internationale est lancée sous le patronage de Félix Faure, président de la République. Un concours est organisé en parallèle dont les attendus sont : maquette au 1/10e, inventaire des matériaux envisagés et finalisation de 2,50 m de haut au minimum. Parmi les candidats on trouve :
- Auguste Seysses (sculpteur) et Gabriel Belesta (architecte) ;
- Antonin Carlès (sculpteur) et Léon Chifflot (architecte) ;
- Armand Bloch (sculpteur) et Théodore Lambert (architecte) ;
- Paul Gasq (sculpteur) et Élie Leroy (architecte) ;
- Gabriel Pech (sculpteur) et Gustave Marchegay (architecte) ;
- Louis Convers (sculpteur) et Albert Tournaire (architecte).

Le projet de Carlès et Chifflot remporte le concours (au 16 juillet 1898) parmi quinze projets.
En 1901, huit lieux de Dole sont envisagés pour accueillir la statue et la population est consultée. Le cours Saint-Mauris est finalement choisi.

### Inauguration
Le monument est inauguré les 3 et 4 août 1902. À cette occasion, treize discours sont prononcés par : 
- Philippe Ruffier, ancien maire de Dole et président du comité pour l'érection du monument ;
- Émile Renaud, maire de Dole ;
- Antoine Mollard, député de Dole ;
- Dr Émile Roux, sous-directeur de l'Institut Pasteur, au nom de l'Académie des sciences ;
- Paul Thureau-Dangin, directeur de l'Académie française ;
- poésie de Lucien Paté ;
- M. Toillon, au nom de la Société des Franc-Comtois de Paris ;
- Dr Billon, au nom de la Société des médecins du Jura ;
- Dr Gagey ;
- M. Brenet, président de l'Association générale des étudiants de l'Université de Besançon ;
- Dr Albert Challan de Belleval, au nom de l'Union franc-comtoise des Bouches-du-Rhône ;
- le curé de Dole ;
- Georges Trouillot, ministre du Commerce et natif du Jura, qui préside les cérémonies.

Les discours de Roux et Thureau-Dangin sont publiés en 1902 par Firmin Didot,.

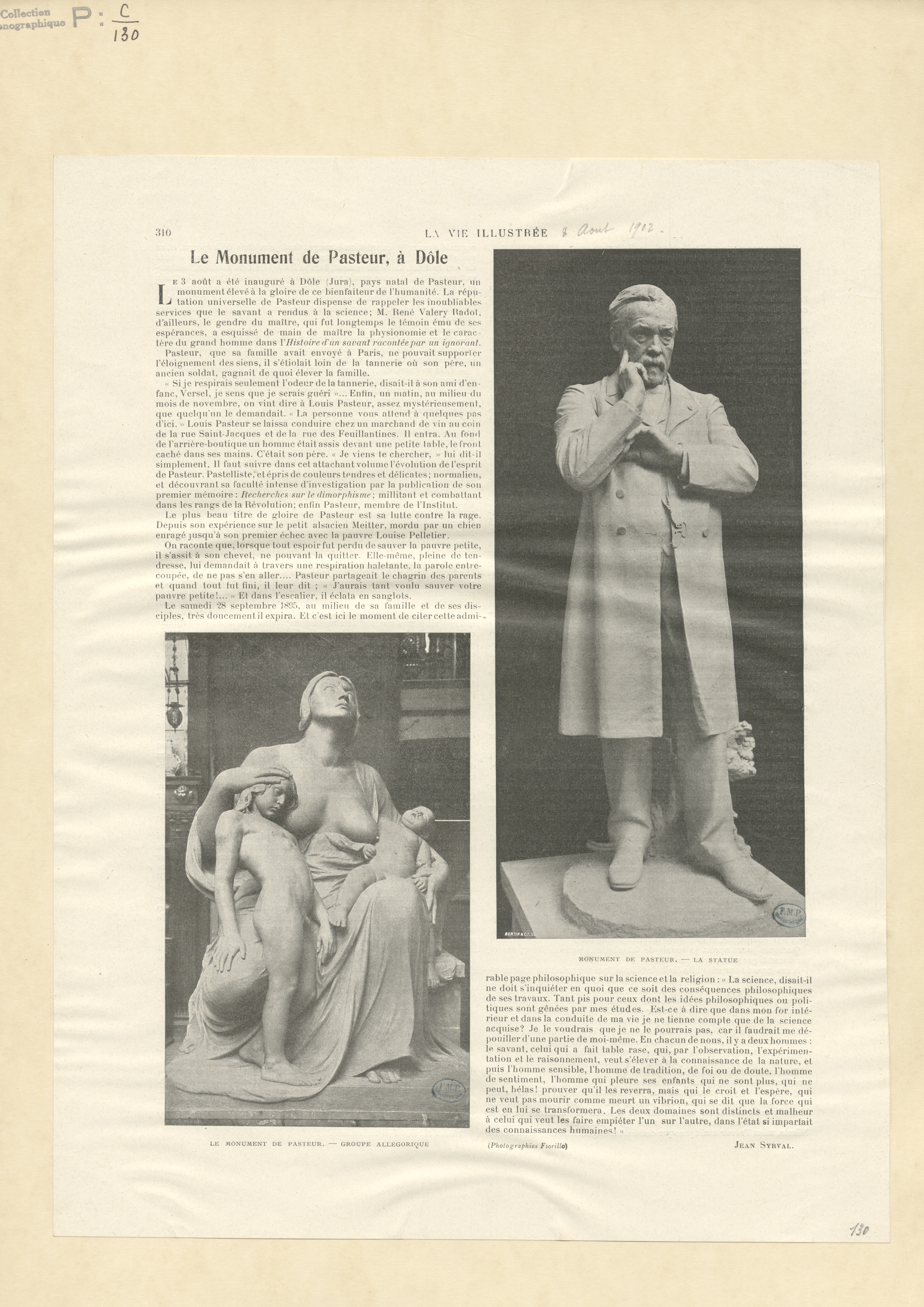
Article de La Vie illustrée (1902)[7].

### Valorisation
En 1994, le monument à Louis Pasteur est inscrit aux monuments historiques avec l'ensemble du cours Saint-Mauris.
En 2022, la Société des Amis de Pasteur propose de déplacer la statue à un emplacement plus visible de Dole, comme le rond-point de la Commanderie.

## Description
Le monument est réalisé en bronze. Il représente Louis Pasteur au regard sévère, plongé dans ses pensées, debout sur un piédestal cylindrique en pierre. Au pied de ce piédestal, un groupe allégorique est composé d'une mère portant ses deux enfants malades. À leur côté, une allégorie de l'humanité reconnaissante désigne le savant, semblant placer la mère et ses deux enfants sous sa protection. Un livre de science sculpté est déposé au pied du monument.

## Réplique
Une réplique de la statue de Pasteur, sans les allégories, est située à Mexico, à l'intersection de la Paseo de la Reforma et de l'Avenida de los Insurgentes (es), sur la plaza Louis Pasteur (19° 25′ 54,9″ N, 99° 09′ 30,6″ O). Inaugurée le 11 septembre 1910, la statue a été offerte par la communauté française au Mexique pour le centenaire de l'indépendance du pays. En 2006, lors de travaux sur la place, l'INAH a retrouvé sous la statue une capsule temporelle datant de sa construction.

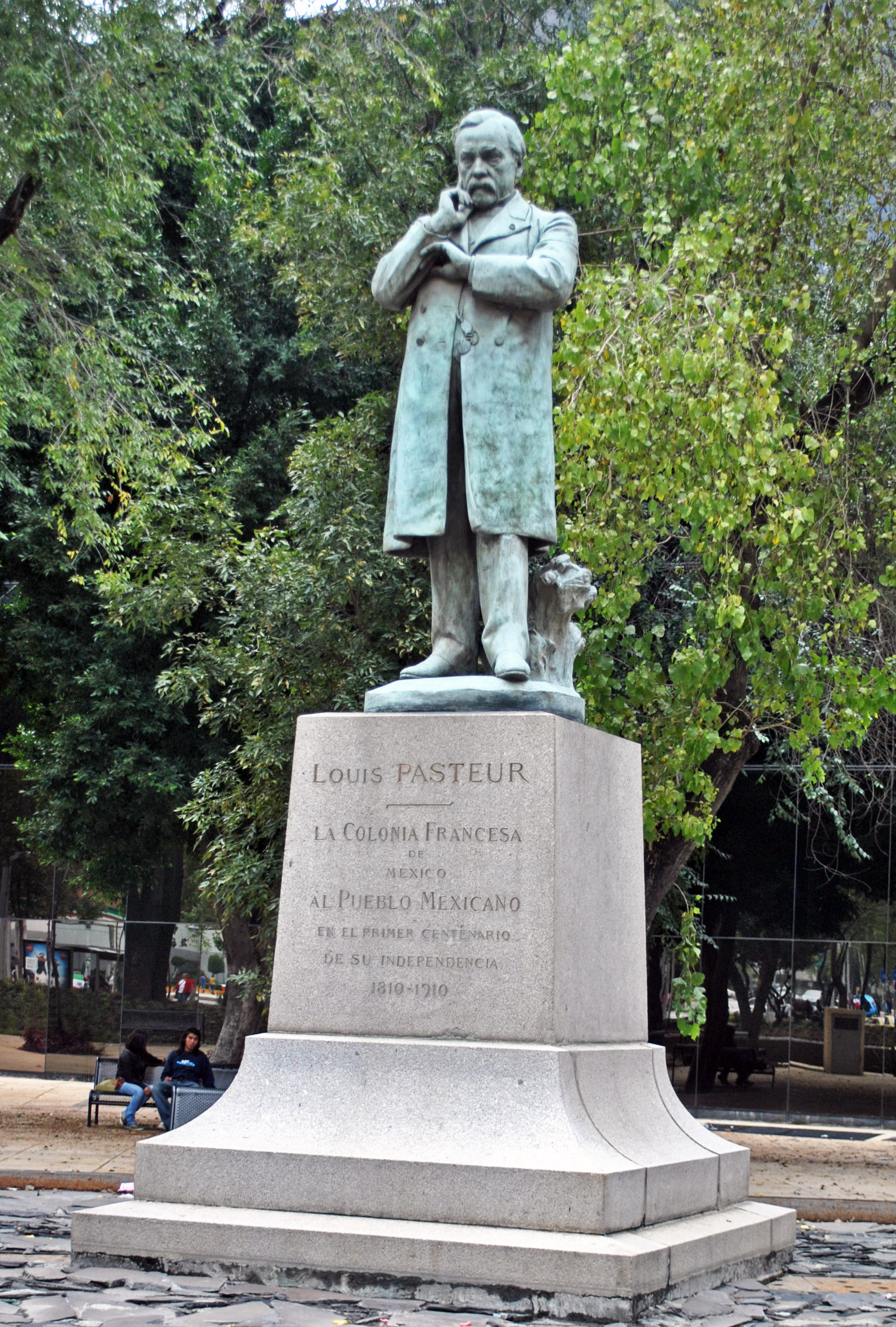
Monument à Louis Pasteur (1910), réplique à Mexico.